# Спенсервил (Њу Мексико)
Спенсервил (енгл. Spencerville) насељено је место без административног статуса у америчкој савезној држави Њу Мексико.

## Демографија
По попису из 2010. године број становника је 1.258.
| Група             | 2000.    | 2010.       |
| Белци             | 0 (0,0%) | 905 (71,9%) |
| Афроамериканци    | 0 (0,0%) | 7 (0,6%)    |
| Азијати           | 0 (0,0%) | 2 (0,2%)    |
| Хиспаноамериканци | 0 (0,0%) | 250 (19,9%) |
| Укупно            | 0        | 1.258       |